# A Igreja de Jesus Cristo dos Santos dos Últimos Dias no México

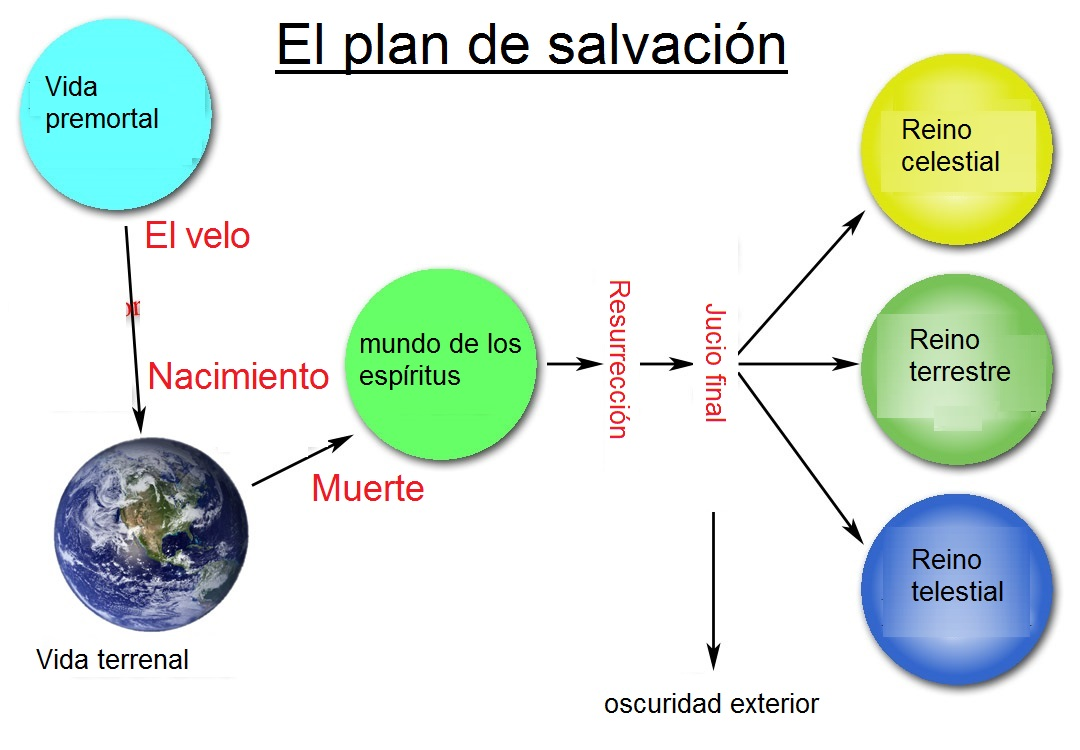
El plan de salvación

O México foi o segundo país americano a estabelecer oficialmente os membros de A Igreja de Jesus Cristo dos Santos dos Últimos Dias em 1876. Atualmente, é o terceiro maior país mórmon do mundo, perdendo apenas para os Estados Unidos e Brasil.

## História
Em 1875, o Presidente Brigham Young chamou um grupo de seis missionários para levar materiais em idioma espanhol sobre a Igreja SUD em Salt Lake City para o México. Ao chegarem no México, em 1876, os missionários dividiram-se em dois grupos. Em 1876, Helamã Pratt e Meliton Trejo, um espanhol convertido ao mormonismo, viajaram para Hermosillo, no estado mexicano de Sonora, onde batizaram os primeiros cinco membros da Igreja no país.
Em 1885, um grupo de cerca de 400 colonos de Utah chegaram ao norte do México. A primeira estaca no país (semelhante a uma diocese) foi criada em Colonia Juárez em 1895. Em 1912, havia mais de 4.000 mórmons na região de Sonora e muitos haviam se estabelecido em Chihuahua.
Quando Rey L. Pratt, um líder da Igreja, retornou ao México em novembro de 1917, encontrou os membros da Igreja vivendo em condições de miserabilidade e circunstâncias difíceis. Líderes da Igreja mexicanos promoveram um grande trabalho voluntário dos membros da Igreja com o objetivo de promover a estabilidade e expandir o trabalho de proselitismo, chamando seis missionários locais em 1930. Em 1946, o Presidente da Igreja George Albert Smith visitou os membros da Igreja no México, que então somavam mais de 5.300.
Em 3 de dezembro de 1961, a Missão México foi criada, com Harold Brown como presidente. Havia cerca de 25.000 mórmons no país. Várias escolas da Igreja no México foram fundadas em 1959. Em 3 de Abril de 1976, foi anunciado a construção de um templo no país, na Cidade do México. O Templo da Cidade do México foi dedicado em 2 de dezembro de 1983 pelo Presidente Gordon B. Hinckley. Naquela época, a adesão de santos dos últimos dias no México estava em cerca de 240.000 membros. O México foi o primeiro país - além dos Estados Unidos - a possuir mais de 100 estacas SUDs.
Um momento histórico aconteceu em 29 de junho de 1993, quando o governo mexicano formalmente permitiu que a Igreja possuísse propriedades em seu nome. Howard W. Hunter, presidente da Igreja na época, visitou o México para criar a 100ª estaca da Igreja no país, feita na Cidade do México em 11 de dezembro de 1994.

## Atualidade

O Governo do México reconheceu os direitos religiosos da Igreja SUD em 1993.

Dos 126 templos de A Igreja de Jesus Cristo dos Santos dos Últimos Dias em funcionamento, 12 deles estão no México. O México é o terceiro maior país mórmon no mundo, com 2.077 alas e ramos, além de 458 estacas. 21 missões da Igreja operam no país, com  na região norte.
De acordo com dados da Igreja, em 2008, havia 1 158 236 mórmons no país.

### Templos
| Templo nº | Nome                       | Anunciado em            | Dedicado em             | Observações                               |
| --------- | -------------------------- | ----------------------- | ----------------------- | ----------------------------------------- |
| 26        | Templo da Cidade do México | 3 de abril de 1976      | 2 de dezembro de 1983   | Primeiro templo mórmon construído no país |
| 55        | Templo de Colonia Juárez   | 4 de outubro de 1997    | 6 de março de 1999      |                                           |
| 71        | Templo de Ciudad Juárez    | 7 de maio de 1998       | 26 de fevereiro de 2000 |                                           |
| 72        | Templo de Hermosillo       | 20 de julho de 1998     | 27 de fevereiro de 2000 |                                           |
| 74        | Templo de Oaxaca           | 3 de fevereiro de 1999  | 11 de março de 2000     |                                           |
| 75        | Templo de Tuxtla Gutiérrez | 25 de fevereiro de 1999 | 12 de março de 2000     |                                           |
| 83        | Templo de Tampico          | 8 de julho de 1998      | 20 de maio de 2000      |                                           |
| 85        | Templo de Villahermosa     | 30 de outubro de 1998   | 21 de maio de 2000      |                                           |
| 92        | Templo de Mérida           | 25 de setembro de 1998  | 18 de junho de 2000     |                                           |
| 93        | Templo de Veracruz         | 14 de abril de 1999     | 9 de julho de 2000      |                                           |
| 105       | Templo de Guadalajara      | 14 de abril de 1999     | 9 de julho de 2001      |                                           |
| 110       | Templo de Monterrei        | 21 de dezembro de 1995  | 28 de abril de 2002     |                                           |

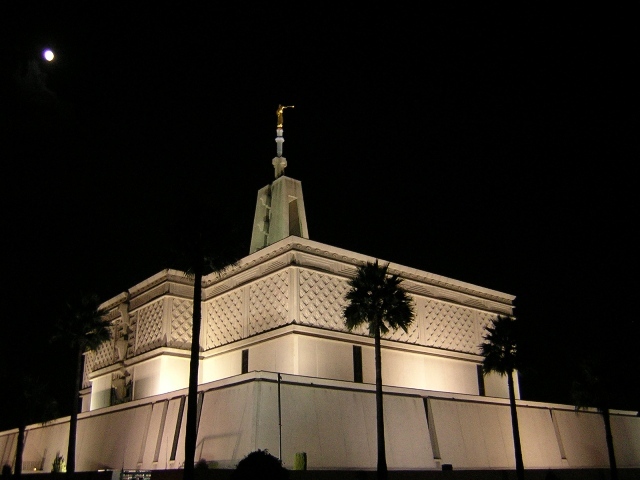
Templo da Cidade do México.
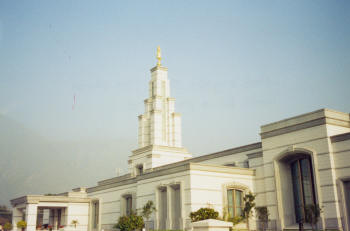
Templo de Monterrei.
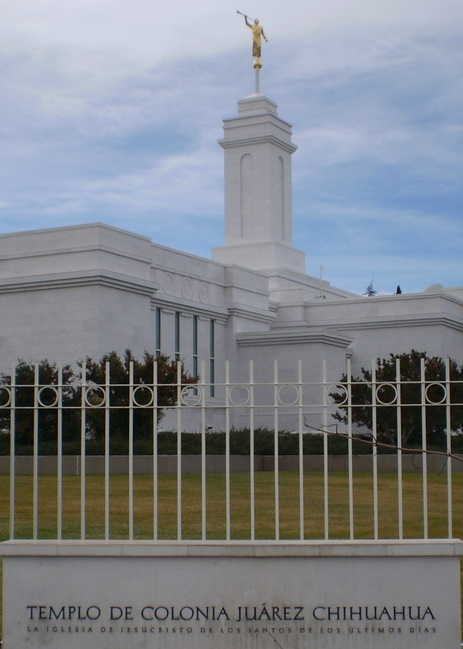
Templo de Colonia Juárez.
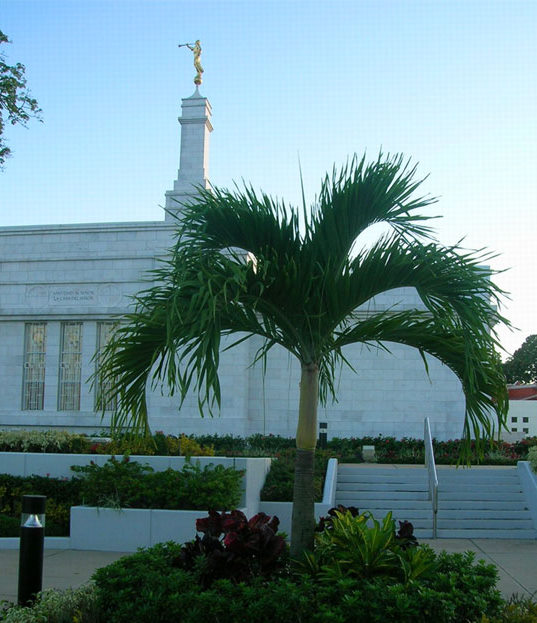
Templo de Villahermosa.
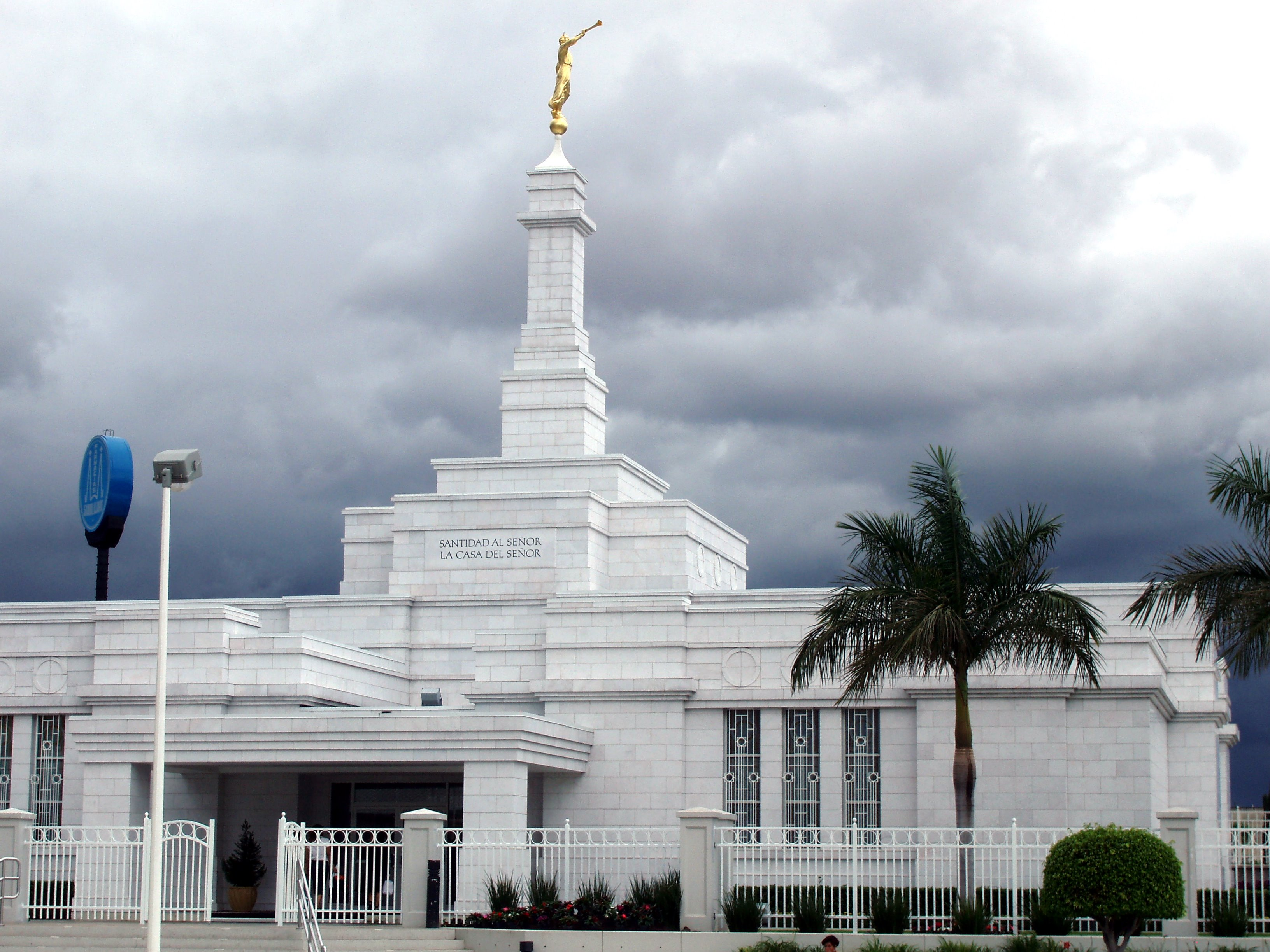
Templo de Guadalajara.
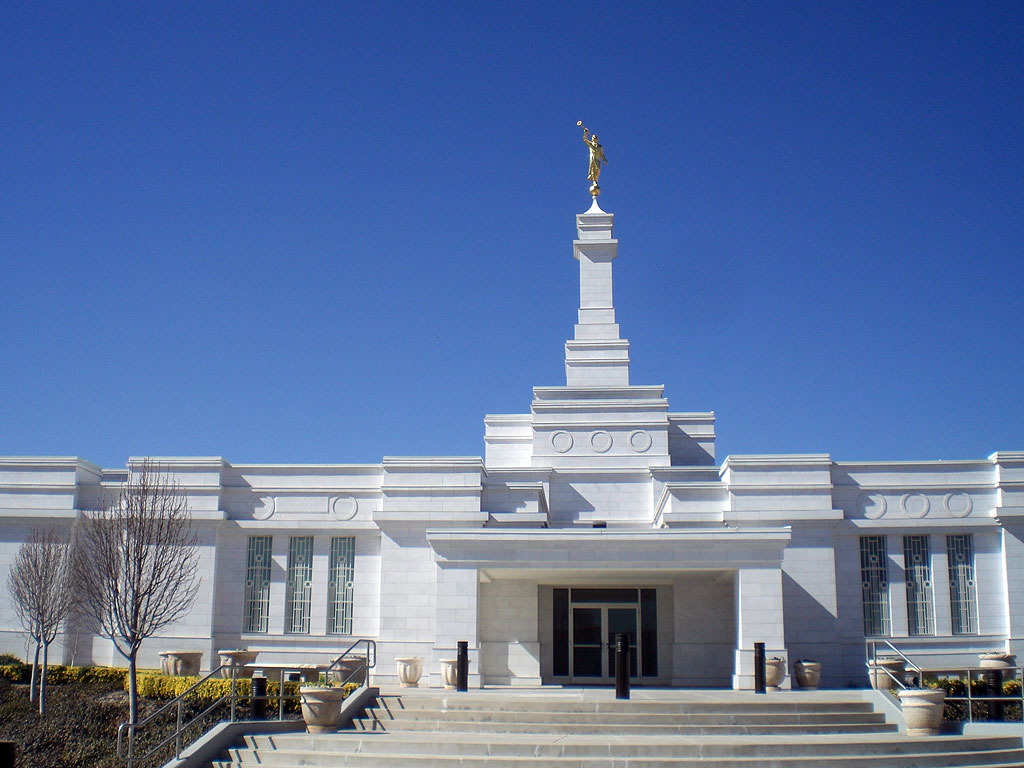
Templo de Ciudad Juárez.